# Mahmood Ismail (Schiedsrichter)
Mahmood Ali Mahmood Ismail (arabisch ممحمود إسماعيل; * 1988) ist ein sudanesischer Fußballschiedsrichter. Seit 2015 steht er auf der FIFA-Liste.

## Werdegang
Obwohl bereits seit 2015 seitens der FIFA gelistet, feierte Ismail sein nachweisbares Debüt auf internationalem Parkett erst im Oktober 2018 bei der Afrika-Cup-Qualifikationspartie zwischen Eswatini und Ägypten. Seit 2019 kommt er auch regelmäßig in den afrikanischen Vereinswettbewerben, der CAF Champions League und dem CAF Confederation Cup zum Einsatz. Ein Höhepunkt seiner Laufbahn im internationalen Vereinsfußball stellt die Leitung des Finalhinspiels der ersten Ausgabe der African Football League 2023 zwischen Wydad Casablanca und den Mamelodi Sundowns dar. 
Im Nationalmannschaftsbereich gehörte Ismail nach Turniereinsätzen im Juniorenbereich, der U-20-Fußball-Afrikameisterschaft 2021 und der Afrikanischen Nationenmeisterschaft 2023 auch zum Aufgebot der Unparteiischen beim Afrika-Cup 2024. Dort leitete er drei Partien, darunter ein Achtelfinale. Zudem nahm er 2022 als Austauschschiedsrichter an den Südostasienspielen in Hanoi teil und leitete beim dortigen Fußballturnier das Endspiel zwischen Vietnam und Thailand, welches der Gastgeber mit 1:0 für sich entscheiden konnte.
Seine erste Nominierung für ein interkontinentales Fußballturnier erhielt er 2024, als er durch die FIFA als Schiedsrichter für Olympia 2024 in Paris berufen wurde. Mit seinen Assistenten Elvis Noupue aus Kamerun und Liban Ahmed aus Dschibuti leitete er zwei Spiele der Gruppenphase.

## Einsätze beim olympischen Fußballturnier 2024
| Phase        |  | Datum         | Spielort | Heimmannschaft      | Gastmannschaft | Ergebnis  |
| ------------ |  | ------------- | -------- | ------------------- | -------------- | --------- |
| Gruppenphase |  | 24. Juli 2024 | Lyon     | Irak                | Ukraine        | 2:1 (0:0) |
| Gruppenphase |  | 30. Juli 2024 | Paris    | Dominikanische Rep. | Usbekistan     | 1:1 (0:0) |